# Copromyces
Copromyces är ett släkte av svampar. Copromyces ingår i familjen Sordariaceae, ordningen Sordariales, klassen Sordariomycetes, divisionen sporsäcksvampar och riket svampar.
|            | Neurospora                            |
|            |                                       |
|            | Sordaria                              |
|            |                                       |
|            | Gelasinospora                         |
|            |                                       |
|            | Coronatomyces                         |
|            |                                       |
|            | Pseudoneurospora                      |
|            |                                       |
| Copromyces | \| \| Copromyces bisporus \| \| \| \| |
|            | \| \| Copromyces bisporus \| \| \| \| |
|            | Boothiella                            |
|            |                                       |
|            | Chrysonilia                           |
|            |                                       |
|            | Copromyces bisporus                   |
|            |                                       |

|  | Copromyces bisporus |
|  |                     |